# Staatsneubauleitung Münster
Die Staatsneubauleitung Münster war ein Bauamt des 1946 gegründeten Bundeslandes Nordrhein-Westfalen im Regierungsbezirk Münster. 

## Geschichte

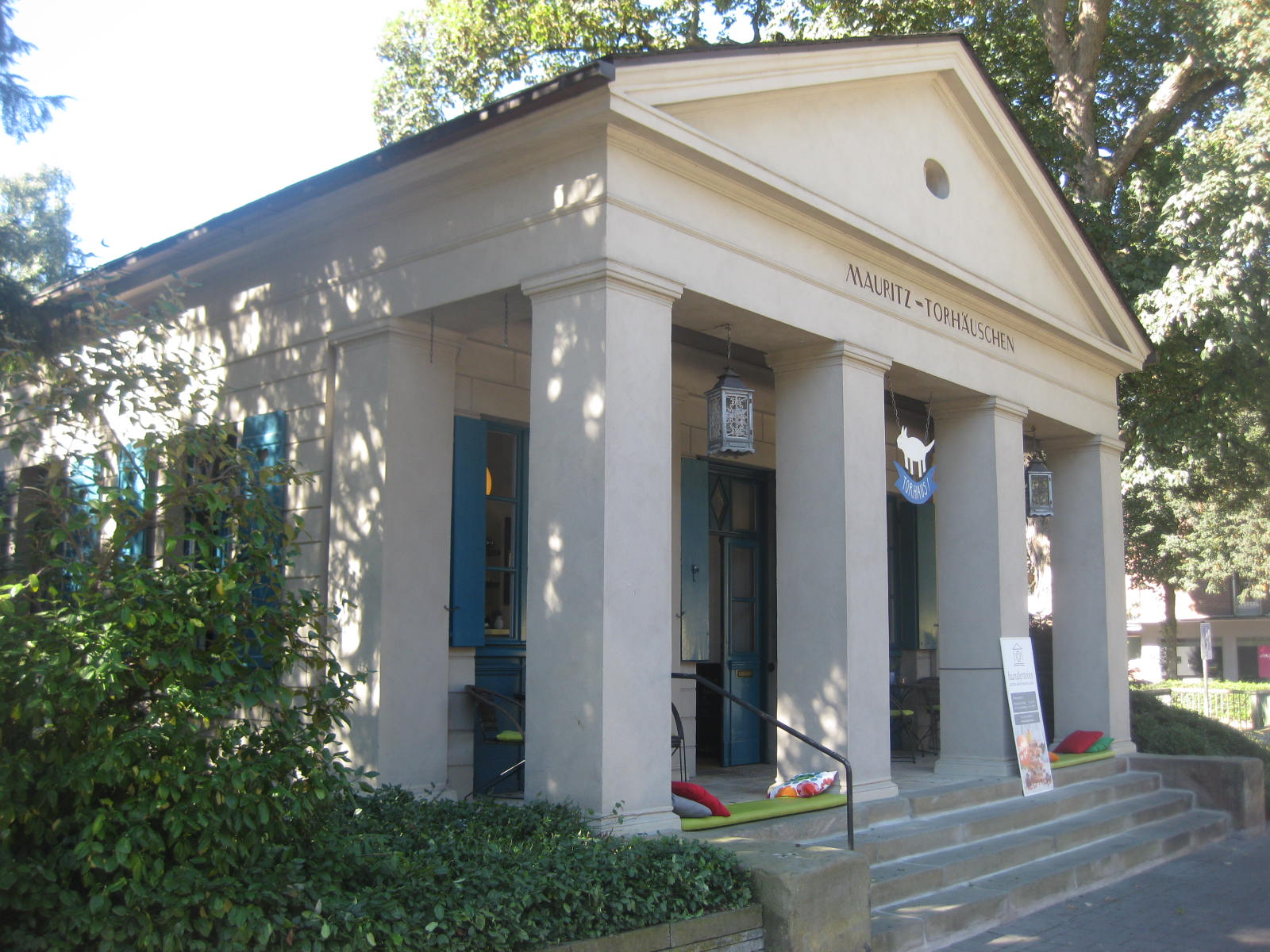
Frühes Beispiel des Berliner Klassizismus in der preussischen Provinz Westfalen, 1832 (Architekt: von Besusen, genehmigt und überarbeitet von der Oberbaudeputation Berlin, K.F.Schinkel)

Nordrhein-Westfalen entstand aus den alten preußischen Provinzen Westfalen, Rheinland und dem Fürstentum Lippe im britischen Besatzungsgebiet. Das Land übernahm die Regeln der preußischen Bauverwaltung. Alle staatlichen Bauvorhaben wurden ab 1816 im Königreich Preußen von der Oberbaudeputation unter Leitung des Landesbaudirektors Karl Friedrich Schinkel überprüft. Diese Tradition eines Staatshochbauwesens endete mit der Gründung des Bau- und Liegenschaftsbetriebs Nordrhein-Westfalen. Ihr wurde 2001 der Auftrag übertragen, die Liegenschaften des Landes Nordrhein-Westfalen als teilrechtsfähiges Sondervermögen nach kaufmännischen Grundsätzen zu bewirtschaften und den Landeshaushalt zu entlasten.

## Auftrag
Die Staatsneubauleitung war als Fachabteilung des Staatshochbaus NRW für den schnellen Aufbau dringend benötigter landeseigener Einrichtungen im Regierungsbezirk Münster zuständig. Sie nahm ihre Arbeit 1955 in den Behelfsbauten (Holzbaracken) am Buddenturm Münster auf und zog 1959 in den Neubau Behördenhaus Alter Steinweg. Ihr erster Vorstand war Regierungsbaurat  Karlheinz Sundermann. 

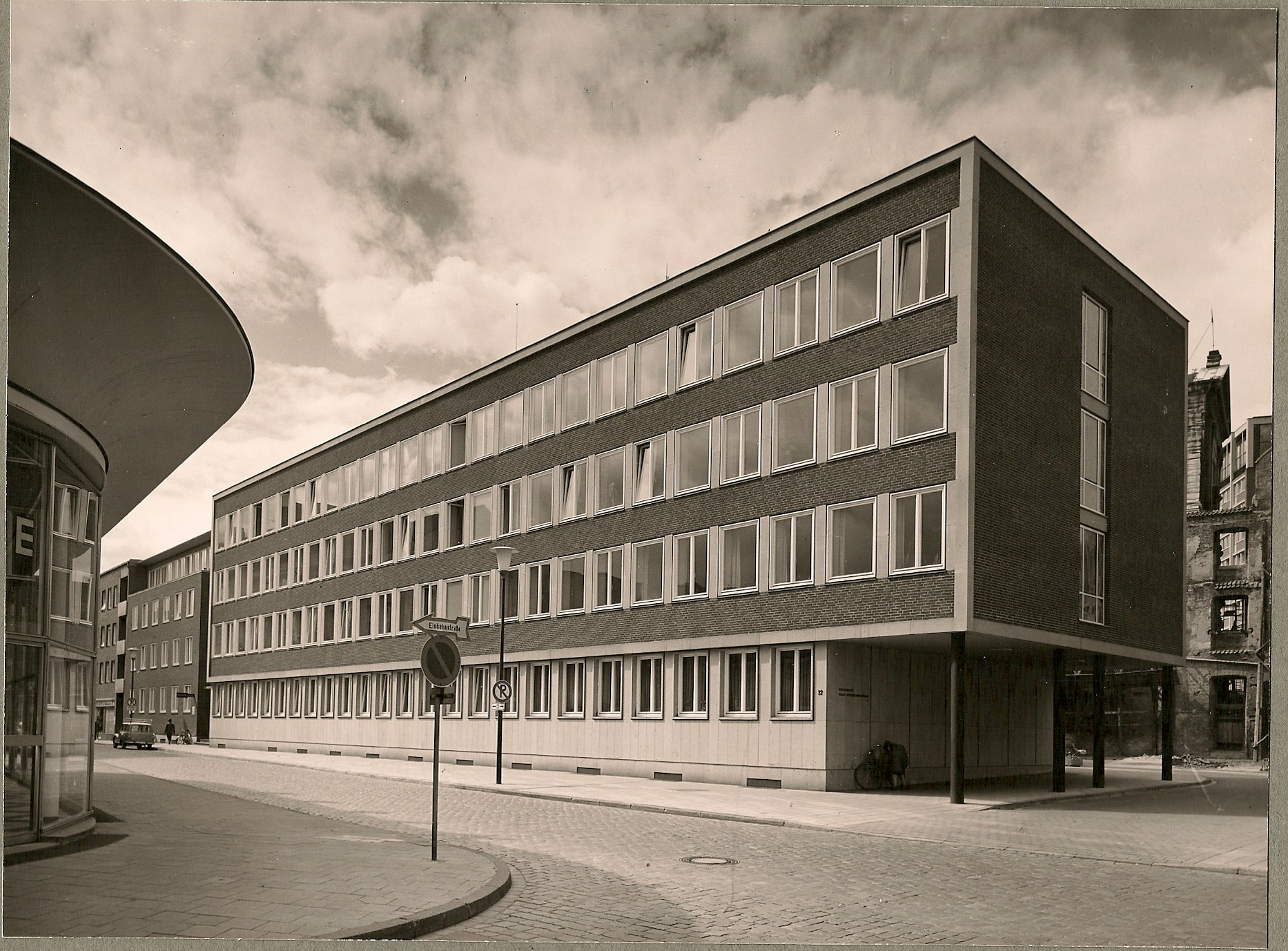
Neues Behördenhaus Münster (1959), Sitz der Staatsneubauleitung, des Sozialgerichts und anderer Behörden

Die Pläne der durchgeführten Baumaßnahmen hat das Landesarchiv Nordrhein-Westfalen, Abteilung Westfalen, digitalisiert und archiviert. 